# نیش فک بالا
در دندانپزشکی انسان، نیش فک بالا (به انگلیسی: Maxillary canine)، دندانی است که به صورت جانبی (دور از خط وسط صورت) از هر دو دندان نیش کناری در فک بالا، اما مزیال (به سمت خط وسط صورت) از هر دو نخستین دندان پیش فک بالا قرار گرفته‌است. هر دو دندان نیش فک بالا و فک پایین "سنگ‌گوشهٔ " دهان نامیده می‌شوند، زیرا همگی سه دندان دورتر از خط وسط قرار دارند و دندان‌های پرمولر را از دندان‌های پیش جدا می‌کنند. محل دندان نیش نشان‌دهندهٔ عملکرد دوگانه آنها است، زیرا آنها هم پرمولرها و هم دندان‌های نیش را در طول جویدن، که معمولاً به عنوان جویدن شناخته می‌شود، تکمیل می‌کنند. با این وجود، رایج‌ترین عمل نیش‌ها پاره کردن غذا است. دندان نیش اغلب در لثه بالایی چندین میلی‌متر بالاتر از خط لثه بیرون می‌زند. دندان نیش توانایی تحمل فشار جانبی فوق‌العاده ناشی از جویدن را دارد. روی دندان‌های نیش یک قله وجود دارد و شبیه دندان‌های پیشروی موجود در جانوران گوشت‌خوار مانند گربه‌های منقرض‌شده دندان‌های شمشیری است. اگرچه نسبتاً یکسان است، اما تفاوت‌های جزئی بین نیش فک بالای شیری و نیش فک بالای دائمی وجود دارد.